# Präsidentenwahl in der Republik China (Taiwan) 2008
Die Präsidentenwahl in der Republik China 2008 fand am 22. März statt. Sie war die vierte Direktwahl des Präsidenten der Republik China auf Taiwan seit 1996. Hauptkandidaten waren Hsieh Chang-ting von der Demokratischen Fortschrittspartei (DPP) und der Kandidat der oppositionellen Kuomintang (KMT) Ma Ying-jeou. Gewinner der Wahl war Ma Ying-jeou, der 58,45 % der Stimmen erhielt. Damit endete die achtjährige Regierungsherrschaft der DPP.

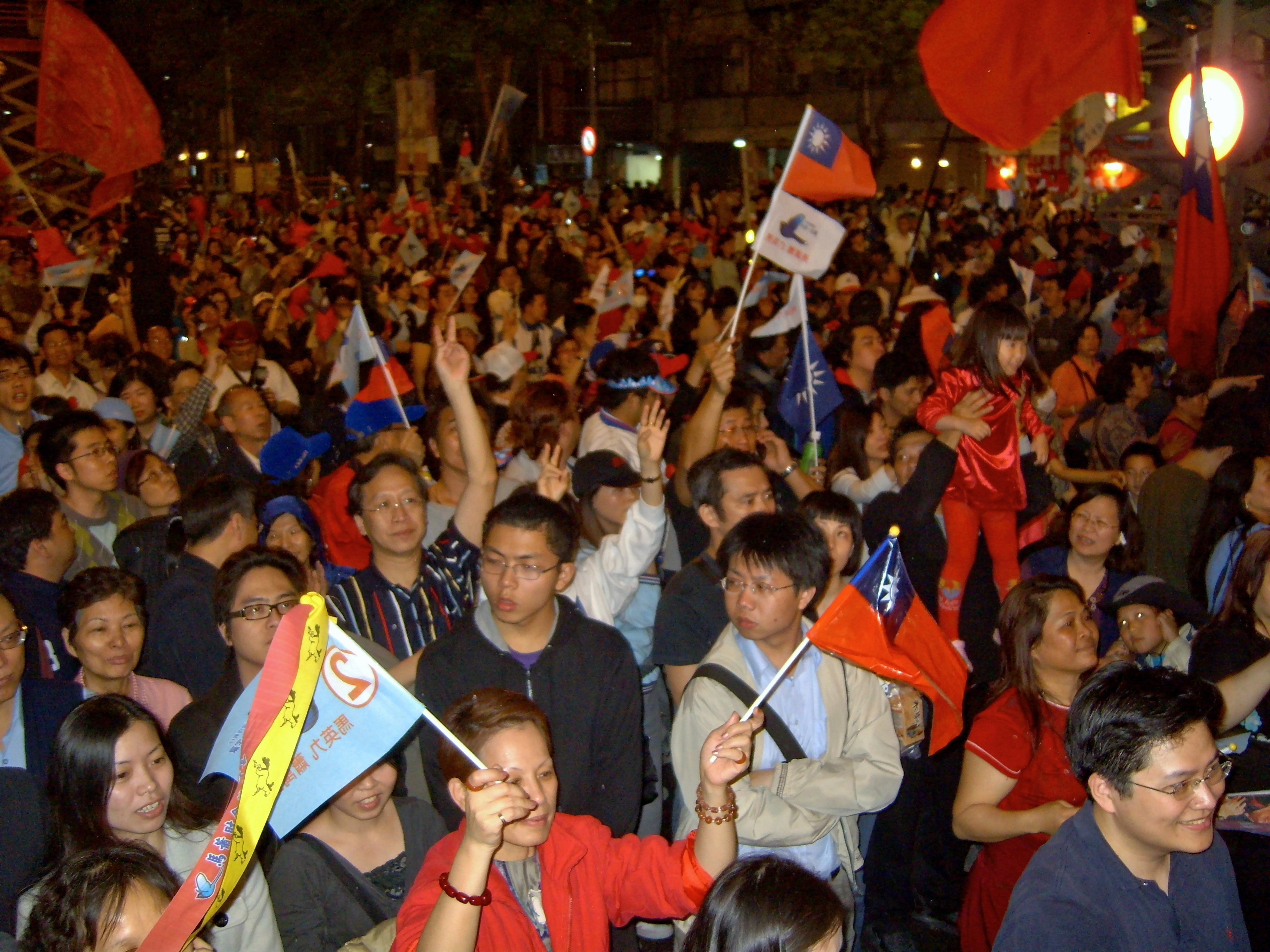
Anhänger von Ma Ying-jeou feiern den Sieg ihres Kandidaten.

## Auswahl der Präsidentschaftskandidaten im Vorfeld der Wahl

### Pan-grüne Koalition
Da sich der amtierende Präsident Chen Shui-bian (DPP) in seiner zweiten Amtsperiode befand, war ihm nach der Verfassung keine erneute Amtsperiode gestattet. Die DPP hatte daher zusammen mit den Parteien der Pan-Grünen Koalition schon lange im Vorfeld ihren Kandidaten nominiert. Aus dem parteiinternen Vorwahlen am 6. März 2007 ging der frühere Premierminister und Bürgermeister von Kaohsiung Hsieh Chang-ting als Sieger hervor. Er erhielt 44 % der Stimmen. Die drei anderen Kandidaten, der damals amtierende Premierminister Su Tseng-chang, der DPP-Parteivorsitzende You Xikun und die amtierende Vizepräsidentin Lü Xiulian erhielten jeweils 33,4 %, 15,78 % und 6,16 %. Nach den Wahlmodusbestimmungen hätte diese Vorwahl jedoch nur mit 30 % gewichtet werden sollen. 70 % des Stimmengewichts hätten mit einer allgemeinen Meinungsumfrage in der Bevölkerung ermittelt werden sollen.
Die drei unterlegenen Kandidaten verzichteten jedoch, um die Einheit der DPP-geführten Parteienkoalition nicht zu gefährden, zugunsten von Hsieh Chang-ting auf eine weitere Kandidatur, so dass die öffentliche Umfrage abgesagt wurde und Hsieh Chang-ting zum offiziellen Kandidaten der DPP nominiert wurde. Su Tseng-chang wurde für den Posten des Vizepräsidenten nominiert.

### Pan-blaue Koalition
Am 2. Mai 2007 nominierte das Zentralkomitee der Kuomintang den früheren Parteivorsitzenden Ma Ying-jeou zum Kandidaten für die Präsidentenwahl. Dieser wählte Vincent Siew zu seinem Kandidaten für die Vizepräsidentschaft. Die Nominierung wurde durch den KMT-Kongress am 24. Juni 2007 bestätigt.

Die Kandidaten der Pan-grünen und Pan-blauen Koalition für Präsidentenamt und Vizepräsidentenamt
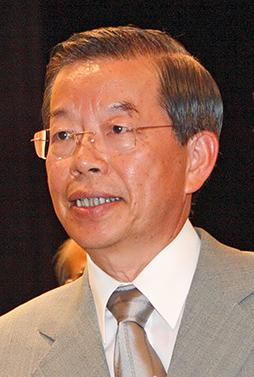
Hsieh Chang-ting Kandidat der DPP für das Präsidentenamt
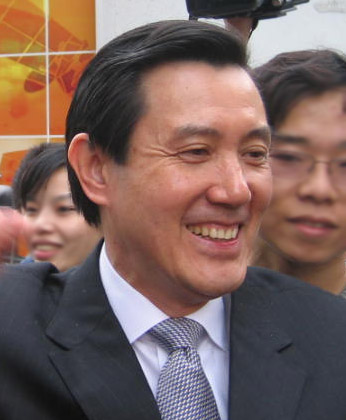
Ma Ying-jeou Kandidat der Kuomintang für die Präsidentschaft
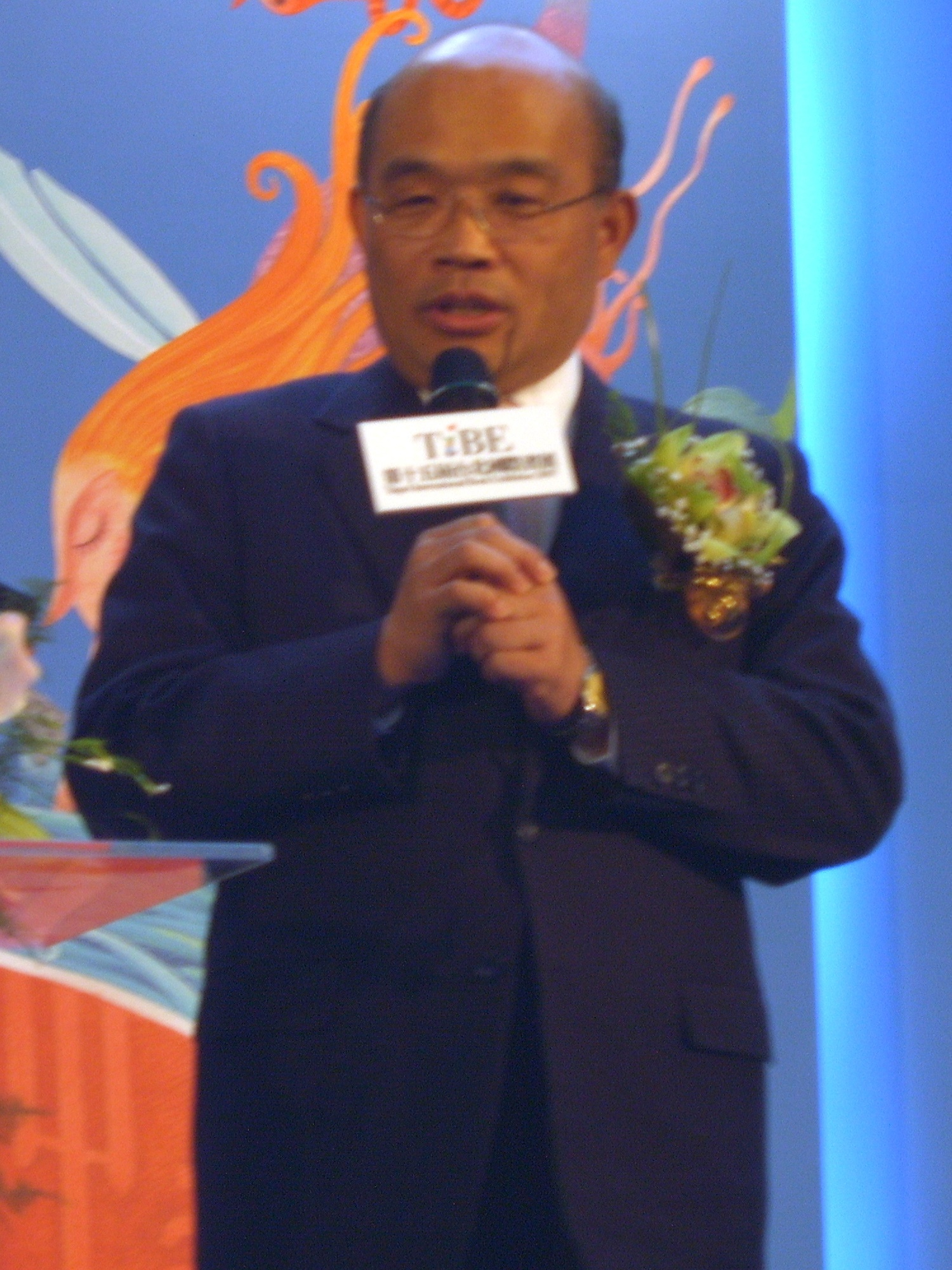
Su Tseng-chang Kandidat der DPP für den Posten des Vizepräsidenten
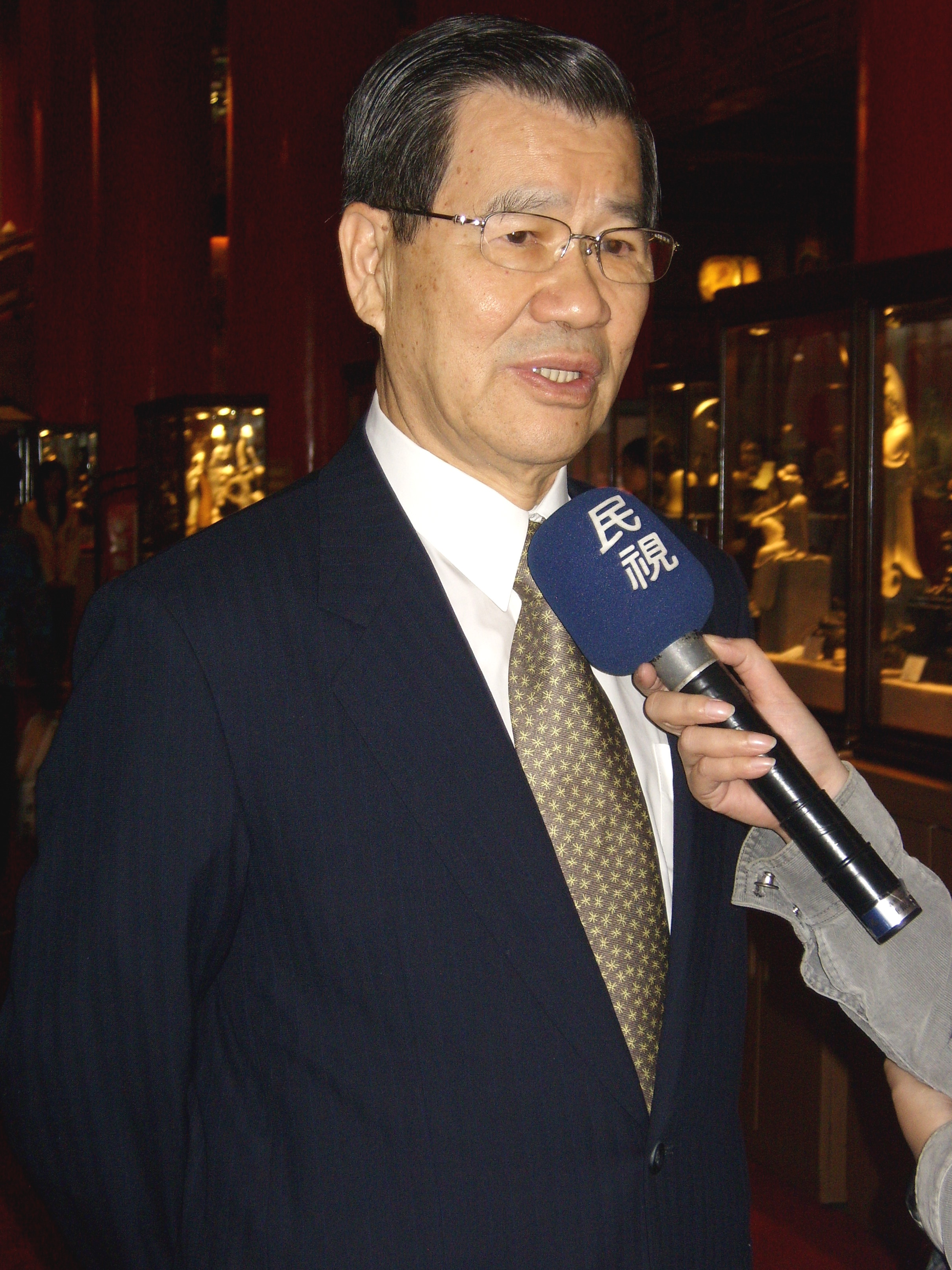
Vincent Siew Kandidat der Kuomintang für die Vizepräsidentschaft

## Wahlprogramme

### Wirtschaftspolitik
Im Bereich der Wirtschaftspolitik versprachen beide Kandidaten das Wirtschaftswachstum anzukurbeln. Ma Ying-jeou schlug die Bildung eines gemeinsamen Marktes zwischen der Republik China und der Volksrepublik China vor. Dieser gemeinsame Markt sollte sich z. T. auch auf Arbeitskräfte erstrecken. Der Vorschlag wurde von Hsieh Chang-ting und der DPP abgelehnt, die im Wahlkampf die Schreckensvision einer Überschwemmung Taiwans mit Millionen von billigen Arbeitskräften vom chinesischen Festland ausmalten. Außerdem warnte Hsieh vor dem Import von Massen billiger aber qualitativ minderwertiger, u. U. sogar gesundheitsschädlicher Produkte aus der Volksrepublik.

### Korruption
Beide Kandidaten und Parteien versprachen einerseits, energisch gegen die Korruption vorzugehen, beschuldigten andererseits die gegnerische Seite der Bestechlichkeit und Vorteilsannahme. Beide Seiten waren in Antikorruptionsprozesse bzw. -affären verwickelt. Gegen Präsident Chen Shui-bian (DPP) wurden wiederholt Beschuldigungen laut, er habe sein Amt für Vorteilsannahmen missbraucht. Er genoss als Präsident jedoch politische Immunität. Ma Ying-jeou hatte als Justizminister in den 1990er Jahren einen Ruf als Saubermann und Korruptionsbekämpfer. Später wurde er jedoch beschuldigt, in seinem Amt als Bürgermeister von Taipeh Gelder für persönliche Zwecke benutzt zu haben. Auch dem DPP-Kandidaten Hsieh Chang-ting wurden Irregularitäten und Missbrauch von Geldern während seiner Zeit als Bürgermeister von Kaohsiung vorgeworfen.

### Politik gegenüber der Volksrepublik China
Ma Ying-jeou und die KMT strebten eine an drei Grundsätzen orientierte Chinapolitik an: 1. keine Vereinigung mit China, 2. keine Unabhängigkeit Taiwans, 3. keine Anwendung von Gewalt. Mit der Volksrepublik sollten Verhandlungen über ein Wirtschaftsabkommen und Friedensabkommen geführt werden, jedoch keine Verhandlungen über Vereinigung oder Unabhängigkeit. Die KMT lehnt die Maxime Ein Land, zwei Systeme, unter der Hongkong mit der Volksrepublik vereinigt wurde, ab, will jedoch einen Dialog mit der Kommunistischen Partei Chinas. Die DPP-geführte Parteienkoalition betont eher die Eigenständigkeit Taiwans und möchte eine eigenständige taiwanische Identität entwickeln (sinnfälliger Ausdruck dessen war die medienwirksame Umbenennung des größten Flughafens von Internationaler Flughafen Chiang Kai-shek in Flughafen Taiwan Taoyuan im September 2006). Die DPP tritt außerdem für direkte Verkehrsverbindungen zwischen Taiwan und dem Festland sowie für die Öffnung des Marktes für chinesisches Kapital und des Landes für festlandchinesische Touristen ein.

### Die Green-Card-Affäre
Hsieh Chang-ting warf im Wahlkampf Ma Ying-jeou mangelnde Loyalität gegenüber Taiwan vor, da dieser eine Green Card besitze. Er wäre 1977 nie Chiang Ching-kuos Berater geworden, wenn dieser gewusst hätte, dass er Inhaber einer Green Card sei und eine permanente Aufenthaltserlaubnis für die USA habe. Ma verteidigte sich daraufhin, dass er damals gegen keine geltenden Regeln verstoßen habe. Die DPP warf daraufhin Ma vor, dass seine Schwestern und seine (in den USA geborene) Tochter sogar US-Bürgerinnen seien. Ma verteidigte sich und wies Beschuldigungen, er und seine Familie empfinde keine ungeteilte Loyalität gegenüber Taiwan, von sich. Derartige US-Dokumente würden nur Reisen in den USA erleichtern. Er habe vor 20 Jahren eine Green Card besessen, die jetzt aber nicht mehr gültig sei. Einen Beweis dieser Behauptung blieb Ma jedoch schuldig, als Präsident Chen Shui-bian und der Präsidentschaftskandidat Hsieh eine Woche vor den Wahlen vorschlugen, dass sie zurücktreten bzw. die Kandidatur zurückziehen würden, wenn er dies nachweisen könne. Weiter betonte der in Hongkong geborene Ma Ying-jeou bei der zweiten Fernsehdebatte als Antwort auf die „Green-Card-Frage“ und die Identität Taiwans, dass er „Taiwaner“ sei und nach seinem Tod auf Taiwan beerdigt werden möchte.

## Fernsehdebatten
Für die Präsidentschaftswahl 2008 wurden die ersten Fernsehdebatten zwischen Präsidentschaftskandidaten im Fernsehen abgehalten und live übertragen. Bei der ersten Debatten am 24. Februar wurden von 456 Fragen 20 ausgewählt, darunter Fragen über Innen- und Außenpolitik, Beziehungen zwischen Taiwan und China, Ureinwohner Taiwans, Umweltpolitik, Klimawandel, Homosexualität und Menschenrechte. Die Fragesteller mussten hierfür sich selber auf Video aufnehmen und die jeweilige Frage stellen. Sie durften nach der Antwort der Präsidentenkandidaten auf ihre Frage noch eine Nachfrage stellen. Die gesamte Fernsehdebatte dauerte drei Stunden.
Bei der zweiten Fernsehdebatte wurden unter anderen die Themen Innen- und Außenpolitik, Chinapolitik und Verteidigungspolitik behandelt. Die meisten Fragen zielten auf das Wahlprogramm des KMT-Kandidaten Ma Ying-jeou ab, der bei einer erfolgreichen Wahl die Wirtschaftsmärkte der Volksrepublik China und der Republik China verbinden will. Hierfür wurde aus den eigenen KMT-Reihen der Begriff „Ein-China-Markt“ (一中市場 / 一中市场,  Yīzhōng Shìchǎng, englisch one china market) in Bezug auf den Begriff „Ein-China-Politik“ (one china policy) gebildet. Jedoch vermied Ma während des Wahlkampfes diesen Begriff.

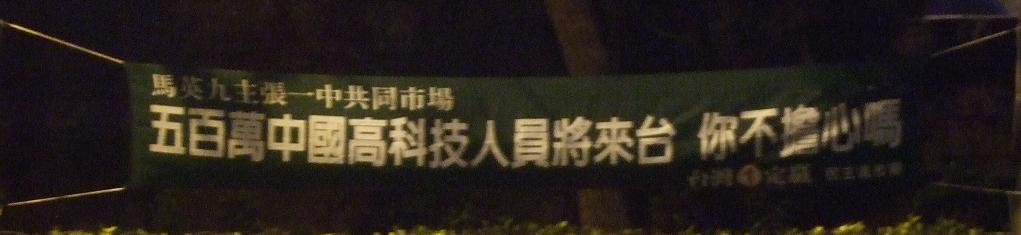
Wahlbanner der DPP mit der Aufschrift: 五百萬中國高科技人員將來台 你不擔心嗎 – „5 Mio. hochqualifizierte, chinesische Arbeiter werden nach Taiwan kommen. Hast du keine Angst (davor)?“
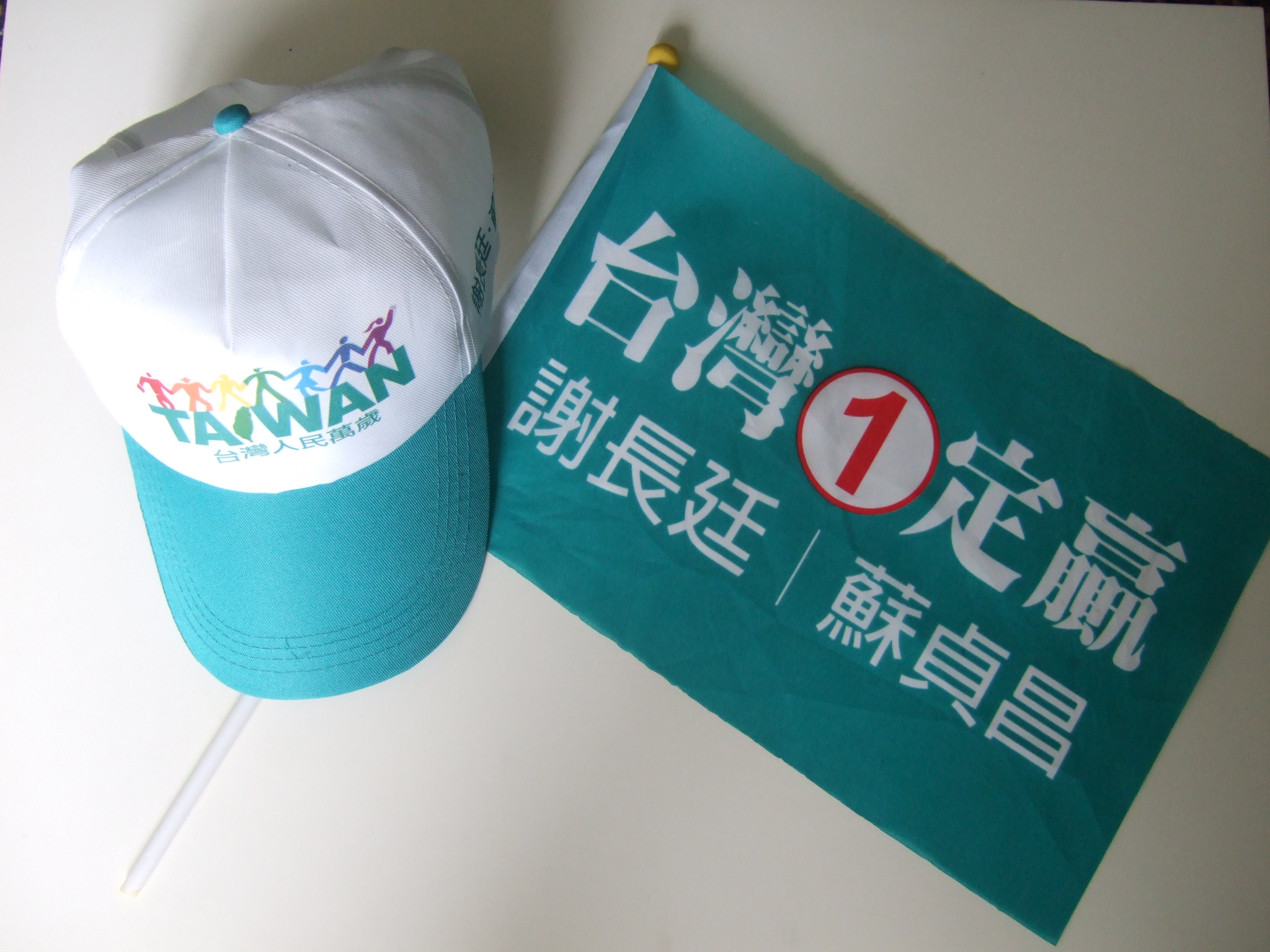
Flagge und Kappe der DPP

## Wahlergebnisse

Grafische Darstellung des Wahlergebnisses

Wahlberechtigt waren über 17 Millionen Menschen.

### Landesweit
Millionen Staatsangehörige der Republik China. Die Wahlbeteiligung betrug 76,33 % (13.103.963 gültige Stimmen) und entsprach damit den Erwartungen. 117.646 Stimmen waren ungültig. Fast alle Wahlumfragen vor der Wahl hatten einen Sieg des Kuomintang-Kandidaten vorausgesagt. Dies bestätigte sich auch am Wahltag. Der neu gewählte Präsident verfügt im Parlament über eine Zwei-Drittel-Mehrheit der Abgeordneten, da die Kuomintang bereits am 12. Januar die Parlamentswahlen in einem Erdrutschsieg gewonnen hatte. Somit kontrolliert die KMT das Parlament mit Verfassungsmehrheit und stellt mit der gewonnenen Präsidentschaftswahl die Regierung, was mit der Einparteienherrschaft vor dem Jahr 1996 identisch ist.
| Kandidaten (Präsident und Vize) | Kandidaten (Präsident und Vize)                    | Partei     | Wahlbezirke | Stimmen    | Prozent |
| ------------------------------- | -------------------------------------------------- | ---------- | ----------- | ---------- | ------- |
|                                 | Ma Ying-jeou (馬英九), Vincent Siew (蕭萬長)       | Kuomintang | 20          | 7.658.724  | 58,45 % |
|                                 | Hsieh Chang-ting (謝長廷), Su Tseng-chang (蘇貞昌) | DPP        | 5           | 5.445.239  | 41,55 % |
| Gesamt                          | Gesamt                                             | Gesamt     | 25          | 13.103.963 | 100,0 % |

### Ergebnisse nach Wahlbezirken
Die folgende Tabelle zeigt die Ergebnisse in den 18 Landkreisen und sieben kreisfreien bzw. regierungsunmittelbaren Städten. Die Stimmen- und Prozentzahl des Gewinners ist jeweils rot markiert.
| Wahlbezirk          | Hsieh·Su | Hsieh·Su | Ma·Siew   | Ma·Siew | Ungültig | Wahl- beteiligung |
| Wahlbezirk          | Stimmen  | %        | Stimmen   | %       | Ungültig | Wahl- beteiligung |
| ------------------- | -------- | -------- | --------- | ------- | -------- | ----------------- |
| Taipeh Stadt        | 593.256  | 36,97 %  | 1.011.546 | 63,03 % | 12.807   | 79,19 %           |
| Landkreis Taipeh    | 866.915  | 38,94 %  | 1.359.419 | 61,06 % | 21.169   | 78,08 %           |
| Keelung Stadt       | 72.562   | 32,27 %  | 152.327   | 67,73 % | 1.701    | 76,09 %           |
| Landkreis Yilan     | 123.700  | 48,58 %  | 130.951   | 51,42 % | 1.991    | 73,98 %           |
| Landkreis Taoyuan   | 379.416  | 35,36 %  | 693.602   | 64,64 % | 10.330   | 77,58 %           |
| Landkreis Hsinchu   | 73.178   | 25,98 %  | 208.445   | 74,02 % | 2.723    | 79,33 %           |
| Hsinchu Stadt       | 79.634   | 35,30 %  | 145.930   | 64,70 % | 2.036    | 78,52 %           |
| Landkreis Miaoli    | 92.795   | 29,01 %  | 227.069   | 70,99 % | 2.974    | 76,83 %           |
| Landkreis Taichung  | 353.706  | 41,16 %  | 505.698   | 58,84 % | 8.761    | 76,47 %           |
| Taichung Stadt      | 226.751  | 38,26 %  | 365.979   | 61,74 % | 5.836    | 77,74 %           |
| Landkreis Changhua  | 309.134  | 42,41 %  | 419.700   | 57,59 % | 7.558    | 75,05 %           |
| Landkreis Nantou    | 109.955  | 37,97 %  | 179.630   | 62,03 % | 2.467    | 72,12 %           |
| Landkreis Yunlin    | 199.558  | 51,53 %  | 187.705   | 48,47 % | 3.451    | 70,06 %           |
| Landkreis Chiayi    | 166.833  | 54,44 %  | 139.603   | 45,56 % | 2.936    | 72,32 %           |
| Chiayi Stadt        | 72.442   | 47,61 %  | 79.713    | 52,39 % | 1.154    | 76,34 %           |
| Landkreis Tainan    | 354.409  | 56,15 %  | 276.751   | 43,85 % | 5.614    | 74,54 %           |
| Tainan Stadt        | 216.815  | 49,29 %  | 223.034   | 50,71 % | 3.843    | 76,74 %           |
| Kaohsiung Stadt     | 440.367  | 48,41 %  | 469.252   | 51,59 % | 7.112    | 78,79 %           |
| Landkreis Kaohsiung | 373.900  | 51,41 %  | 353.333   | 48,59 % | 5.859    | 76,88 %           |
| Landkreis Pingtung  | 249.795  | 50,25 %  | 247.305   | 49,75 % | 3.823    | 73,75 %           |
| Landkreis Hualien   | 40.003   | 22,52 %  | 137.604   | 77,48 % | 1.970    | 68,85 %           |
| Landkreis Taitung   | 29.714   | 26,68 %  | 81.668    | 73,32 % | 977      | 63,18 %           |
| Landkreis Penghu    | 18.181   | 42,07 %  | 25.037    | 57,93 % | 363      | 60,39 %           |
| Kinmen              | 1.710    | 4,87 %   | 33.384    | 95,13 % | 172      | 53,78 %           |
| Matsu-Inseln        | 220      | 4,84 %   | 4.329     | 95,16 % | 19       | 58,12 %           |

### Wahlkarten
Die Wahlkarten zeigen eine ähnliche Verteilung der Mehrheiten wie bei den Wahlen zum Legislativ-Yuan 2008. Die DPP (grün) hat ihren Schwerpunkt im Süden, die KMT (blau) im Norden und Osten.

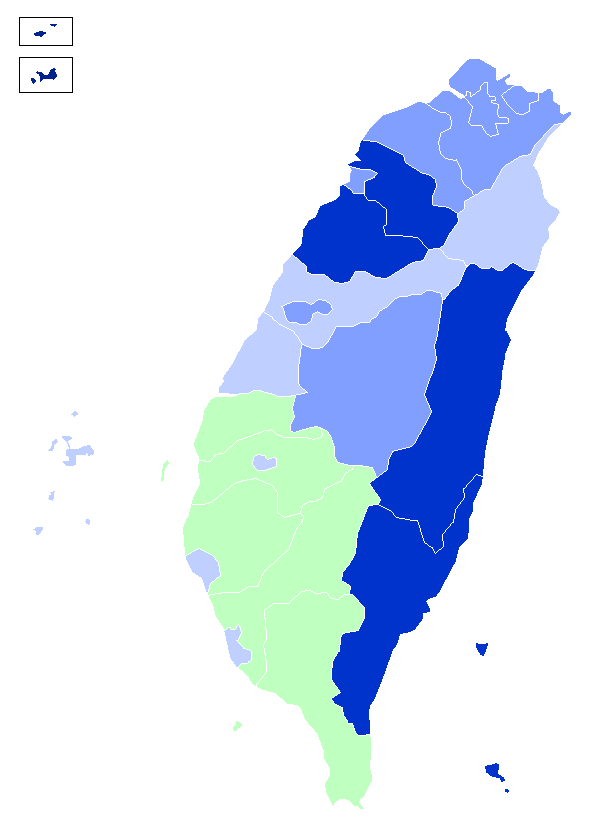
50,0 %–59,9 % für Hsieh Chang-ting 50,0 %–59,9 % für Ma Ying-jeou 60,0 %–69,9 % für Ma Ying-jeou 70,0 %–79,9 % für Ma Ying-jeou
Mehrheiten nach Stadt- und Landgemeinden

## Referenden über den Beitritt zu den Vereinten Nationen
Parallel zur Präsidentenwahl wurden auch zwei Referenden abgehalten, bei denen es um den Beitritt des Landes zu den Vereinten Nationen (UN) geht, der von beiden großen Parteien gewollt wird. Das von der Regierungspartei DPP eingebrachte Referendum strebte einen Beitritt des Landes unter dem Namen „Taiwan“ an und das von der Kuomintang initiierte Referendum wollte einen Wiederbeitritt unter dem offiziellen Namen „Republik China“.

「1971年中華人民共和國進入聯合國，取代中華民國，台灣成為國際孤兒。為強烈表達台灣人民的意志，提升台灣的國際地位及參與，您是否同意政府以「台灣」名義加入聯合國？」

„Im Jahr 1971 trat die Volksrepublik China den Vereinten Nationen bei und nahm dabei den Platz ein, den vorher die Republik China innegehabt hatte. Dies führte dazu, dass Taiwan weltweit isoliert wurde. Um dem Willen der Bevölkerung Taiwans Ausdruck zu verleihen, dass Taiwans internationaler Status und Beteiligung an internationalen Angelegenheiten gestärkt werde:
 stimmen Sie zu, dass die Regierung sich um eine Mitgliedschaft in den Vereinten Nationen unter dem Namen "Taiwan" bemühen soll?“

「您是否同意我國申請重返聯合國及加入其它組織，名稱採務實、有彈性的策略，亦即贊成以中華民國名義、或以台灣名義、或以其他有助於成功並兼顧尊嚴的名稱，申請重返聯合國及加入其他國際組織？」

„Stimmen Sie zu, dass unsere Nation sich um eine Rückkehr in die Vereinten Nationen bemühen und dass sie internationalen Organisationen beitreten sollte, und dabei eine pragmatische, flexible Strategie hinsichtlich des Namens, unter dem wir uns bewerben und daran teilnehmen, verfolgen sollte?
 Stimmen Sie zu, dass wir uns um die Aufnahme in die Vereinten Nationen bewerben und anderen internationalen Institutionen beitreten unter dem Namen „Republik China“, oder einem anderen Namen, der dem Erfolg und der Würde unserer Nation dienlich ist?“

| Referendum                                           | Ja-Stimmen · (in %) | Nein-Stimmen · (in %) | Ungültige Stimmen (in %) | Wahlbeteiligung (in %) |
| ---------------------------------------------------- | ------------------- | --------------------- | ------------------------ | ---------------------- |
| Frage 1 (Bewerbung unter dem Namen „Taiwan“)         | 5.529.230 (94,0 %)  | 352.359 (6,0 %)       | 320.088 (5,2 %)          | 35,8 %                 |
| Frage 2 (Bewerbung unter dem Namen „Republik China“) | 4.962.309 (87,3 %)  | 724.060 (12,7 %)      | 500.749 (8,1 %)          | 35,7 %                 |

Beide Referenden scheiterten aufgrund zu geringer Beteiligung (35,82 % und 35,74 %). Erforderlich wäre eine Beteiligung von mindestens 50 % gewesen.